# Eschweiler Hauptbahnhof
Eschweiler Hauptbahnhof – główny dworzec kolejowy w Eschweiler, w kraju związkowym Nadrenia Północna-Westfalia, w Niemczech. Dworzec posiada 2 perony.